# Agios Efstratios Kai Paraktia Thalassia Zoni
Agios Efstratios Kai Paraktia Thalassia Zoni este o arie protejată (arie specială de conservare — SAC, sit de importanță comunitară — SCI) din Grecia întinsă pe o suprafață de 6.283,73 ha, integral pe uscat.

## Localizare
Centrul sitului Agios Efstratios Kai Paraktia Thalassia Zoni este situat la coordonatele 39°31′16″N 25°00′48″E / 39.521103°N 25.01336°E.

## Înființare
Situl Agios Efstratios Kai Paraktia Thalassia Zoni a fost declarat sit de importanță comunitară în august 1996 pentru a proteja 2 specii de animale. Situl a fost protejat și ca arie specială de conservare în martie 2011.

## Biodiversitate
Situată în ecoregiunile marină mediteraneană și mediteraneană, aria protejată conține 14 habitate naturale: Straturi cu Posidonia (Posidonion oceanicae), Recifuri, Vegetație anuală la limita mareei, Faleze cu vegetație de Limonium spp. endemic de pe coastele mediteraneene, Salicornia și alte specii anuale care populează regiunile mlăștinoase și nisipoase, Pășuni mediteraneene udate de apa mării (Juncetalia maritimi), Dune mobile cu vegetație embrionară, Iazuri temporare mediteraneene, Râuri mediteraneene cu debit intermitent, cu specii de Paspalo-Agrostidion, Sarcopoterium spinosum phryganas, Pseudostepă cu ierburi și specii anuale de Thero-Brachypodietea, Peșteri marine scufundate complet sau parțial, Galerii și tufărișuri riverane sudice (Nerio-Tamaricetea și Securinegion tinctoriae), Păduri de Quercus macrolepis.
La baza desemnării sitului se află mai multe specii protejate:
- mamifere (1): delfin mare (Tursiops truncatus)
- reptile (1): Testudo graeca

Pe lângă speciile protejate, pe teritoriul sitului au mai fost identificate 7 specii de plante, 1 specie de nevertebrate, 5 specii de reptile.